# كليم كرو
كليم كرو (بالإنجليزية: Clem Crowe)‏ هو مدرب كرة سلة أمريكي، ولد في 18 أكتوبر 1903 في لافاييت في الولايات المتحدة، وتوفي في 13 أبريل 1983.

## وصلات خارجية
- كليم كرو على موقع كلية كرة السلة في سبورتس رفرنس.كوم (الإنجليزية)